# 清水肇

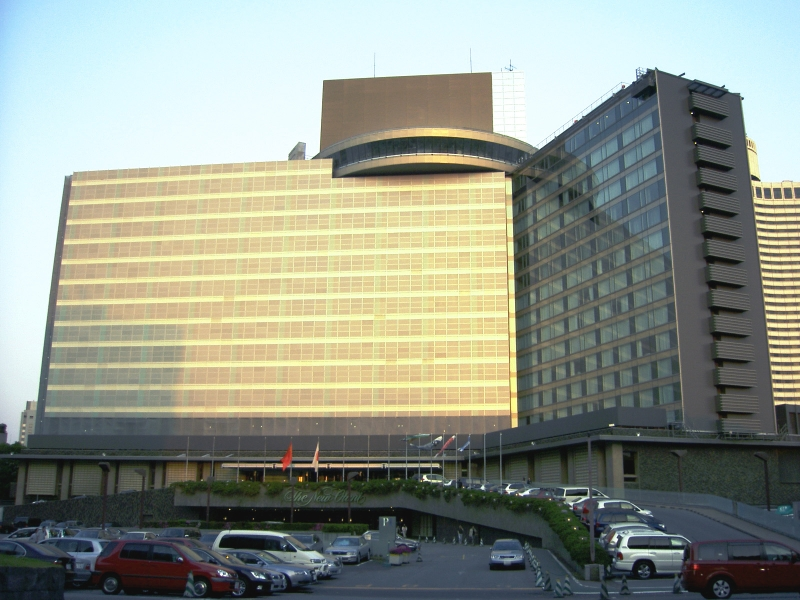
ホテルニューオータニ
ザ・メイン（本館）

清水 肇（しみず はじめ、1955年8月25日 - ）は日本の実業家。ニューオータニ代表取締役社長。

## 経歴
- 1955年（昭和30年）- 8月25日生まれ[5]。私立城北高等学校・獨協大学を卒業。
- 1979年（昭和54年）- ニューオータニ入社。
- 1998年（平成10年） - 3月、ニューオータニマネージメントサービス部長。
- 1999年（平成11年） - 9月、ホテルニューオータニ料飲部長。
  - 11月、ホテルニューオータニ東京副総支配人（兼宿泊料飲本部長）
- 2000年（平成12年） - 6月、ホテルニューオータニ取締役、エイチエスケイニューオータニ取締役。
- 2002年（平成14年） - 5月、取締役ホテルニューオータニ東京総支配人（兼宿泊料飲本部長）
  - 6月、テーオーリネンサプライ取締役。
- 2003年（平成15年） - 5月、NREハピネス代表取締役社長。
  - 6月、ザニューオータニアメリカ取締役、ホテルカイマナ取締役、レインボウ監査役、ガーデンコートクラブ取締役。
- 2005年（平成17年） - 2月、ニューオータニ取締役。
  - 3月、ゴールデンスパニューオータニ（現エイチアンドビーニューオータニ）取締役。
  - 9月、ニューオータニ常務取締役ホテルニューオータニ東京総支配人（兼宿泊料飲本部長）
- 2006年 （平成18年）- 6月、オータニ企画（現オータニプランニング）取締役。
- 2008年 （平成20年）- 6月、ニューオータニ代表取締役常務取締役、ホテルニューオータニ東京総支配人（兼宿泊料飲本部長）
- 2012年 （平成24年）- 5月、ニューオータニ代表取締役常務ホテルニューオータニ東京総支配人。
- 2014年 （平成26年）- 3月、ニューオータニ代表取締役常務ホテルニューオータニ東京総支配人兼営業本部長。
  - 4月、ニューオータニ代表取締役常務ホテルニューオータニ東京総支配人兼営業本部長兼マネージメントサービス部長。
- 2015年 （平成27年）- 6月、ニューオータニ代表取締役常務ホテルニューオータニ東京総支配人。
- 2017年 （平成29年）- 6月、TOLCD取締役（現職）。
- 2025年 （令和7年）- 2月、ニューオータニ代表取締役社長。

## 参照
- 未来のホテル経営は現状のここを変えろ！
- ラジオ日本『こんにちは！鶴蒔靖夫です』
- 吉武先生お祝いの会挨拶｜清水肇氏（ホテルニューオータニ）（祝辞）